# شابيير مانسيسيدور
شابيير مانسيسيدور (بالإسبانية: Xabier Mancisidor)‏ هو لاعب كرة قدم إسباني في مركز حراسة المرمى، ولد في 24 مايو 1970 في باساخيس في إسبانيا. لعب مع ريال مايوركا ومانشستر سيتي.